# Grammatorcynus
Grammatorcynus is een geslacht van straalvinnige vissen uit de familie van de Scombridae (Makrelen), orde van baarsachtigen (Perciformes).

## Soorten
- Grammatorcynus bicarinatus (Quoy & Gaimard, 1825) – Haaimakreel
- Grammatorcynus bilineatus (Rüppell, 1836) – Dubbellijnenmakreel